# Louis Pagézy de Bourdeliac
 (août 2025).
Motif : Article non sourcé. Pas de sources centrées sur le personnage pouvant démontrer sa notoriété encyclopédique.
- Archive Wikiwix
- Bing
- Cairn
- DuckDuckGo
- E. Universalis
- Gallica
- Google
- G. Books
- G. News
- G. Scholar
- Persée
- Qwant
- (zh) Baidu
- (ru) Yandex
- (wd) trouver des œuvres sur Wikidata

| 1. | Préciser le motif de la pose du bandeau. | Précisez le motif de la pose du bandeau en utilisant la syntaxe suivante : {{admissibilité à vérifier\|date=août 2025\|motif=remplacez ce texte par le motif}}                                  |
| 2. | Informer les utilisateurs concernés.     | Pensez à avertir le créateur de l'article, par exemple, en insérant le code ci-dessous sur sa page de discussion : {{subst:avertissement admissibilité à vérifier\|Louis Pagézy de Bourdeliac}} |

 (avril 2020).
Louis Pagézy de Bourdeliac, né le 5 mars 1786 à Saint-André-de-Valborgne et mort le 6 février 1871 à Nîmes, est un militaire français.

## Biographie
Louis Pagézy de Bourdeliac est né le 5 mars 1786 à Saint-André-de-Valborgne. Il est le fils de Louis Pagézy et Marie-Anne Radier[réf. nécessaire]. 
Il se marie à Marie Louise Laure Joséphine Blanc de Molines à Montpellier, le 5 juillet 1820. 
Il meurt de vieillesse le 6 février 1871 à Nîmes.

### Carrière scientifique et administrative

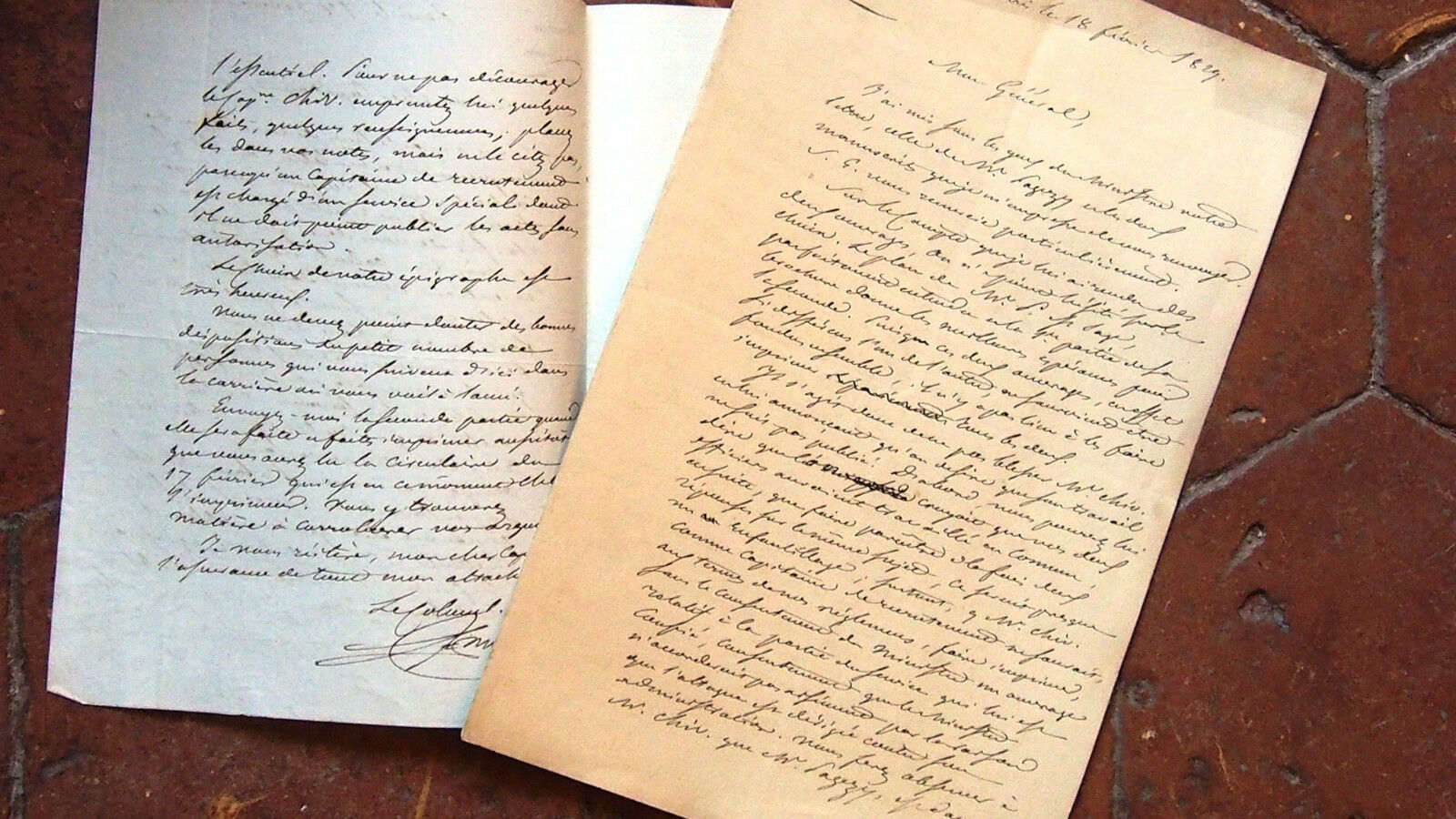
Lettre du général Piot au capitaine Pagézy

Louis Pagezy ne choisit pas de prime abord la carrière militaire. En effet, il fait d'abord des études scientifiques de mathématiques et de physique-chimie à l'École centrale de Nîmes. Malgré son goût pour ce métier, il est redirigé dans l'armée, qui recrute alors toutes les jeunes générations.
Plus tard, en 1810, il met à profit ses connaissances en sa qualité d’ingénieur géographe pour la rectification de la carte militaire de la Navarre.
Le 26 mai 1824, il reçoit une récompense pour l'exécution d'un travail topographique imposé à tous les officiers proposés pour faire partie du corps d'État-major. Le travail, exécuté en 1822, consiste à la reconnaissance militaire d'une partie de la route de Perpignan à Montpellier. Il comprend un mémoire et un plan à l'appui. 
Le rapport du comité d'État-major résume les termes suivants : « Le mémoire de M.Pagézy de Bourdéliac est un travail remarquable par son étendue, sa méthode, sa clarté, sa rédaction et la multiplicité des renseignements qu'il renferme. Cet officier y fait partout preuve d'instruction et de connaissance militaires. Ce travail mérite d'être particulièrement distingué et de prendre place parmi les documents du dépôt de la guerre »[réf. nécessaire]. À la suite de ce rapport élogieux, signé par le lieutenant-colonel Trezel (plus tard ministre de la guerre), le capitaine Pagézy reçoit du baron de Damas, une lettre de félicitations : « Je me suis fait rendre compte, Monsieur, de la reconnaissance militaire que vous avez exécutée en 1822. L'examen ci-joint qu'en a fait le comité d'État-major vous a été assez favorable pour fixer mon attention et vous recevrez prochainement, en témoignage de ma satisfaction, un exemplaire relié de la carte de France »[réf. nécessaire].
Il quitte cette position sur ordre du ministre de la guerre le 7 janvier 1833, qui lui somme de se rendre immédiatement à Paris, pour être employé au ministère sous le général Miot, sous-directeur chargé du personnel. 
Enfin, le 1er octobre 1833, il est appelé par le maréchal Gérard à diriger le bureau du recrutement et de la réserve. La lettre d'avis qu'il reçoit du secrétaire-général du ministère se termine ainsi: « Le ministre, qui a déjà su vous apprécier dans l'heureux essai qu'il a fait de vos talents et de votre capacité, me charge de vous mander qu'il compte toujours sur votre zèle et votre dévouement dans le travail important qu'il vient de vous confier ». Il est donc pris à l'essai, alors qu’on l'avait placé sous les ordres du général Miot. Cette épreuve est promptement jugée assez avantageuse pour lui assurer une position considérable à l'administration centrale de la guerre.
A la tête, dès ce moment, d'un service administratif, Pagézy semble à l'aise. Homme d'organisation, doué des facultés les plus précieuses pour l'exercice d'un emploi qui comporte essentiellement des habitudes d'ordre et de réglementation, il doit apporter dans cette nouvelle tâche les soins minutieux qu'on attendait de lui. Entré au ministère le 1er octobre 1833, une ordonnance royale du 16 juillet 1834 l'élève au grade de chef d'escadron ; le 19 décembre de la même année il est nommé membre de la commission chargée de préparer le projet de loi sur la réserve de l'armée active. La loi doit être présenté aux chambres, au cours de la session de 1835.
Des le 30 décembre 1840, Pagézy est élevé au grade de lieutenant-colonel. De plus, son traitement qui s'élevait à 6 000 francs en 1835, croît successivement, par une série de promotions de classe dans son emploi, à 7 000 et 8 000 francs. Il est porté à 10 000 francs, lorsque, par ordonnance du 14 mai 1843, le chef du service administratif est promu au grade de colonel. 
Il est nommé chevalier de Saint-Louis, le 39 octobre 1838, pendant qu'il est aide-de-camp du général d'Armagnac, et officier de la Légion d'honneur, alors attaché pour la seconde fois à l'état-major de la division de Montpellier.
Une sérieuse maladie oblige presque concomitamment Pagézy à renoncer à la haute position qu'il avait acquise. Il abandonne définitivement son poste à la fin de l'année 1843
.
Voici la lettre d'adieu que lui adresse, le 16 décembre 1843, le maréchal duc de Datmatie : 
« Mon cher colonel,
J'apprends avec une véritable peine, par votre lettre du 3 décembre courant, que votre séjour dans le midi de la France n'a pas amélioré votre santé, gravement compromise par vos travaux administratifs, et que vous avez pris la résolution de vous démettre, pour le 4 janvier 1844, de votre emploi de chef de bureau du recrutement et de la réserve. Les motifs de cette détermination ne me permettent pas d'insister sur son ajournement. Je vous annonce que j'ai accepté votre démission, et que je vous ai alloué, en raison de la cessation de vos fonctions et comme témoignage de ma satisfaction, une indemnité égale à deux mois de votre traitement d'activité. Mes sincères regrets vous suivront, mon cher colonel, dans votre honorable retraite. Croyez que je conserverai toujours le souvenir de votre utile collaboration et des preuves de dévouement que vous m'avez constamment données. Je vous en adresse de nouveau mes remerciements ainsi que l'assurance de mes sentiments affectueux ».

### Ouvrages
Vers la fin de sa vie, le colonel Pagézy s'installe dans le Gard. Il communique tous ses ouvrages, qu'il peut éditer :
- Éloge de S.A.R Mgr le duc de Berry - 1820 édition de l'imprimerie de la Ve Picot[5]
- L'emploi des loisirs du Soldat français en temps de paix - 1823 édition Ansclin et Pochard (Ouvrage salué en 1822 par l'Académie de Châlons-sur-Marne )[6]
- Opérations militaires de S.A.R.Mgr duc d'Angoulême dans le midi de la France, en 1815 - 1823 édition Ansclin et Pochard[7]
- La prérogative royale et du ministère de la guerre en matière de recrutement - 1829 édition de l'imprimerie de la Ve Picot
- Influence de la vapeur, de l'électricité et de l'esprit d’association sur l'état social et politique - 1854/1855
- Questions des céréales et de l'échelles mobiles - 1856/1859
- Statistique ou table analytique des travaux de l'académie - 1804/1860
- Les armées permanentes de l'Europe - 1860/1861
- Le progrès contemporain - 1863/1867[8]

### Carrière militaire
Louis de Pagézy est Soldat au 42e régiment de ligne le 18 mai 1808, Caporal le 28 juillet, Fourrier le 2 août et sergent le 6 août 1809 et Sous-lieutenant au 2e régiment étranger le 20 septembre 1809.
Dès le 29 août 1809, en effet, après quinze mois de service, une décision du ministre de la guerre (duc de Feltre), le nommait, à titre provisoire, à un emploi de sous-lieutenant vacant par l'organisation du 4e bataillon, au régiment d'Isembourg, 2e étranger, et dirigeait le nouvel officier sur Longwy. Un décret impérial du 20 septembre 1809 confirmait cette nomination à titre définitif et envoyait le titulaire à l'armée d'Espagne 2e brigade de l'arrière-garde déjà, en 1808 et 1809, Pagézy, en qualité de sous-officier, avait fait partie de l'armée d'Espagne, commandée en Catalogne par le général Saint-Cyr, et avait pris part aux sièges de Girone et d'Hostalrich Il assiste, le 20 juin 1810, à l'affaire de Tafalla, en Navarre, où il a un cheval tué sous lui: un ordre de service du premier octobre 1810 l'envoie en expédition, avec une colonne commandée par le capitaine Million, sur les bords de la Taconnera. Le corps d'armée auquel il appartenait en ce moment était commandé par le comte Reilhe, qui, appréciant les connaissances spéciales de l'ancien professeur de mathématiques, se l'était attaché comme aide de camp, et l'avait employé, à titre d'ingénieur géographe, pour la rectification de la carte militaire de la Navarre.
Nommé lieutenant au régiment d'Isembourg, à la date du 30 avril 1811, il avait passé tout le temps de sa carrière en campagne et en expéditions. Il obtint, au mois de mai 1811, un congé d'un mois pour séjourner à Nîmes, où nous le trouvons habitant dans sa famille, plan du Puits-de-la-Grand-Table. Quand il rejoint son régiment, c'est pour être attaché au corps d'observation de l'Italie méridionale, commandé par le général Grenier, dans les Calabres. Il continue ainsi, en 1811 et 1812, le rude apprentissage de la guerre dans une nouvelle campagne des plus pénibles. Un ordre de service l'envoie à Paris pour remettre au ministre de la guerre (duc de Feltre) deux aigles existant en plus au régiment; son congé, à cette occasion, date de son départ de Rome, le 1er novembre 1812.
Le 27 septembre 1813, le général Grenier lui fait savoir qu'il l'a demandé au vice-roi d'Italie pour être employé à son État-Major. On ne voit pas que cette démarche, qui avait été favorablement accueillie par le prince Eugène, ait été suivie d'exécution mais peu de temps après, une dépêche ministérielle, à la date du 6 octobre 1814, informe à l'ancien lieutenant au 2e étranger, qui avait été nommé le 5 janvier 1814 à un emploi de capitaine au 20e dragons, et qui s'était distingué au blocus de Maëstricht, qu'il est nommé aide-de-camp, pour servir sous les ordres du général baron Merle, inspecteur-général de gendarmerie. Sa commission d'aide-de-camp est à la date du 27 septembre 1814.
Pagézy participe, sous les ordres du général Merle, à la courte campagne qui aboutit à la capitulation de la Palud.
Il doit rester quelque temps sans emploi, à la suite de la déroute des troupes royales près du Pont-Saint-Esprit.
Nous le voyons[Qui ?] rappelé à l'activité dans les tristes circonstances qui placèrent le département du Gard sous le régime des commandements provisoires. Mais attaché, à divers titres, dans le courant de l'année 1815, à l'État-major de la 9e division militaire (quartier-général, Montpellier), il n'avait accepté qu'à la condition de n'être pas employé dans le département du Gard.
Une décision du comte René de Bernis, commandant extraordinaire du roi dans les départements du Gard et de la Lozère, le nomme d'abord, à la date du 1er juillet 1815, capitaine-adjoint à l'État-major du maréchal de camp de Barre, commandant les forces royales à Beaucaire, sous le duc d'Angoulême. Il dut, dans ce nouveau poste, être appelé à remplir souvent de pénibles et délicates missions. Une déclaration du général de Barre, datée du 20 août 1815, porte qu'il s'en acquitta avec la plus grande distinction qu'il était impossible d'y apporter plus de zèle, d'intelligence et d'activité.
Le lieutenant-général baron de Briche le maintient dans les mêmes fonctions auprès du maréchal-de-camp comte Lagarde (13 septembre 1815) presque en même temps (15 septembre), le comte Ch. de Vogué, inspecteur-général des gardes nationales du Gard, le nomme chef d'escadron, à titre provisoire, pour être attaché à l'État-major de la garde nationale du Gard comme premier adjoint à Padjudant-général et le 17 septembre, une proclamation du comte de Vogué, datée de Nimes, fait connaître que, l'adjudant-général (le baron Jules de Calvière) étant appelé à Paris, il sera remplacé par intérim dans ses fonctions par le chef d'escadron Pagézy, son premier adjoint, comme chef d'État-major de la garde nationale.
Autorisé à rentrer dans ses foyers, avec demi-solde, au mois de décembre 1815, il y reste peu de temps sans destination une dépêche du ministre de la guerre (toujours le duc de Feltre), en date du 14 janvier 1816, vient l'informer qu'il est nommé, à la date du 3 janvier, à un emploi de capitaine dans la légion du département de l'Ardèche, et l'invite à se rendre sur-le-champ à Privas, où la légion s'organise.
C'est du 26e d'infanterie (légion de l'Ardèche), où il resta environ trois ans, qu'il se voit appelé par ordonnance royale du 12 décembre 1818, lors de la reconstitution du corps de l'État-major, à un emploi de capitaine dans ce corps d'élite et quelques mois après (1er juin 1819), attaché avec ce grade, en qualité d'aide-de-camp au général baron Dumoulin, commandant la 2e subdivision de la 9e division militaire à Montpellier.
Le 21 novembre 1823, il est placé au même titre sous les ordres du maréchal-de-camp baron d'Ecquevillers, et, le 14 novembre 1828, il passe aide-de-camp du lieutenant-général vicomte d'Armagnac, commandant la division.

## Décorations
Le capitaine Pagézy était chevalier de la Légion d'honneur depuis le 1er novembre 1814.
Il avait été nommé chevalier de Saint-Louis, le 39 octobre 1838.